# قائمة البعثات الدبلوماسية في جمهورية إفريقيا الوسطى

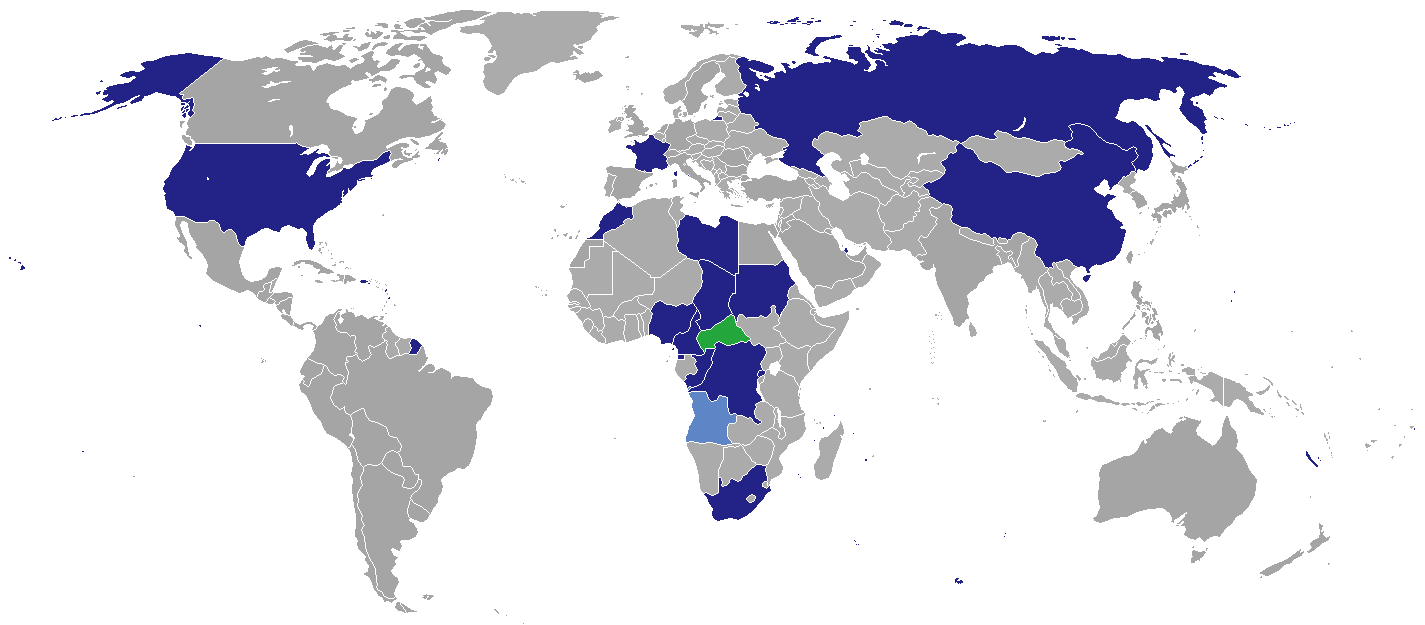
خريطة البعثات الدبلوماسية في جمهورية أفريقيا الوسطى

هذه قائمة البعثات الدبلوماسية في جمهورية أفريقيا الوسطى. في الوقت الحاضر، تستضيف العاصمة بانغي 14 سفارة (لا تشمل القنصليات الفخرية).

## السفارات
بانغي
- الكاميرون
- تشاد
- الصين
- جمهورية الكونغو الديمقراطية
- جمهورية الكونغو
- فرنسا
- الكرسي الرسولي[1]
- المغرب
- نيجيريا
- قطر[2]
- روسيا
- جنوب إفريقيا
- السودان
- الولايات المتحدة

## القنصليات
بوار
| - الكاميرون |

## السفارات غير المقيمة
- قالب:بيانات بلد أغولا (القنصلية العامة)[5]
- الاتحاد الأوروبي (وفد)

- الجزائر (برازافيل)
- أفغانستان (باريس)
- الأرجنتين (أبوجا) [6]
- أستراليا (أديس أبابا)[7]
- النمسا (أبوجا) [8]
- بنغلادش (أبوجا)
- بلجيكا (ياوندي) [9]
- كندا (ياوندي) [10]
- كرواتيا (باريس)[11]
- كوبا (برازافيل) [12]
- التشيك (أبوجا) [13]
- الدنمارك (برازافيل) [14]
- مصر (ياوندي)
- فنلندا (أبوجا)[15]
- ألمانيا (ياوندي) [16]
- غينيا (أبوجا)
- اليونان (كينشاسا) [17]
- هنغاريا (أبوجا)
- الهند (كينشاسا) [18]
- إندونيسيا (ياوندي)
- إيران (أبوجا)
- إسرائيل (ياوندي) [19]
- إيطاليا (برازافيل) [20]
- اليابان (ياوندي) [21]
- الأردن (الخرطوم)
- كينيا (أبوجا)
- الكويت (أبوجا)
- قرغيزستان (الرياض)
- ليبيا (ياوندي)
- لاوس (باريس)
- لبنان (أبوجا)
- ليبيريا (أبوجا)
- ماليزيا (أبوجا)
- جزر المالديف (الرياض)
- مالي (ليبرفيل) [22]
- جزر مارشال (نيويورك)
- المكسيك (مدينة نيويورك)
- هولندا (الخرطوم) [23]
- النرويج (الخرطوم)[24]
- النيجر (نجامينا)
- البرتغال (برازافيل) [25]
- فلسطين (أبوجا)
- الفلبين (أبوجا)
- بيرو (باريس)
- بولندا (لواندا)[26]
- باراغواي (بريتوريا)
- بنما (باريس)
- رومانيا (الخرطوم)[27]
- السعودية (انجمينا)
- السنغال (أبوجا)
- صربيا (نيويورك) [28]
- سيراليون (أبوجا)
- سلوفاكيا (أديس أبابا)[29]
- السنغال (ياوندي)
- كوريا الجنوبية (ياوندي) [30]
- جنوب السودان (جوبا)
- أسبانيا (ياوندي) [31]
- السويد (كينشاسا)[32]
- هولندا (ياوندي) [33]
- تنزانيا (كينشاسا) [34]
- تايلاند (أبوجا)
- توغو (أبوجا)
- تونس (ياوندي) [35]
- تركيا (كينشاسا) [36]
- الإمارات العربية المتحدة (انجمينا)
- المملكة المتحدة (ياوندي) [37]
- أوغندا (كينشاسا)
- فنزويلا (نيويورك)
- فيتنام (أبوجا)
- اليمن (الخرطوم)

## سفارة سابقة
- مصر[38]
- ليبيا[39]